# ГЕС Гастон
ГЕС Гастон — гідроелектростанція у штаті Північна Кароліна (Сполучені Штати Америки). Знаходячись між ГЕС John H. Kerr (вище по течії) та ГЕС Roanoke Rapids, входить до складу каскаду на річці Roanoke, яка дренує східний схил Аппалачів та впадає до затоки Batchelor Bay (частина лагуни Албемарл, котра відокремлена від Атлантичного океану Зовнішніми мілинами).
У межах проекту річку перекрили бетонною гравітаційною греблею з бічними земляними ділянками висотою 30 метрів (від підошви фундаменту, висота від тальвегу — 27 метрів) та 1097 метрів, яка потребувала 497 тис. м3 бетону. Вона утримує витягнуте по долині річки на 55 км водосховище з площею поверхні 82,2 км2 та максимальним об'ємом 633 млн м3.
Інтегрований у греблю машинний зал обладнали чотирма пропелерними турбінами загальною потужністю 220 МВт, які працюють при напорі у 20 метрів.